# Экзитпол
Экзитпо́л (англ. exit poll, букв. опрос на выходе; неправильно «эксит-пул», иногда «экзит-полл», «эксит-полл») — используемая в мировой социологической практике процедура опроса граждан, производимого социологическими службами на выходе из избирательных участков после голосования. Правописание «экзитпол» подтверждает «Русский орфографический словарь Российской академии наук».
Основными задачами экзитпола являются получение возможности оперативных прогнозов исхода выборов и накопление статистических данных об электорате.
Выходящих из избирательных участков опрашивают (на условиях анонимности), за кого они проголосовали. Исходя из предположения, что у большинства избирателей нет причин говорить неправду, данные таких опросов используют для проверки (корреляции) с официально публикуемыми данными голосования. В день выборов данные экзитполов широко освещаются ТВ и прессой при репортажах о порядке и процедуре голосования.
Получение всемирной информации по итогам опросов разных слоев населения в разных странах, а также предварительное голосование, возможны с использованием интернет-технологии World Exit Poll. При помощи этой онлайн-технологии многие люди, не выходя из дома, анонимно могут голосовать и создавать рейтинг для любой политической или социальной деятельности.
Экзитпол выполняет информационную (предварительное ознакомление общественности с результатами выборов) и контрольную (минимизация возможности намеренного искажения результатов выборов) функции.
Впервые этот метод появился в США. Журналист Уоррен Митофски придумал опросы избирателей на выходе во время выборов губернатора Кентукки в 1967 году.

## Оценка доверия
По мнению Юлии Баскаковой (руководителя исследовательских проектов ВЦИОМ), бессмысленно использовать экзитполы для проверки честности выборов. По её словам, в ситуации высокого доверия к институту выборов вопрос использования экзитпола для контроля результатов просто не возникает, а в ситуации отсутствия доверия такой вопрос теряет смысл, ведь если власть имеет достаточный ресурс для массовой фальсификации бюллетеней, логично предположить, что она имеет достаточный ресурс для имитации экзитпола.